# Dwi Karya Bakti
Dwi Karya Bakti is een bestuurslaag in het regentschap Bungo van de provincie Jambi, Indonesië. Dwi Karya Bakti telt 2217 inwoners (volkstelling 2010).